# Joc confortabil
Un joc confortabil este un gen de joc video care pune accent pe non-violență și relaxare. Inițial derivate de la simulatoarele de viață, jocurile confortabile includ activități precum strângerea și creșterea plantelor și îngrijirea altor personaje. Acestea au adesea obiective care încurajează exprimarea sinelui. Deși dezvoltatorii au sugerat că stilul ar fi putut apărea în jocuri încă de la Little Computer People (1985) și The Sims (2000), a devenit un termen mai comun după lansarea jocului Animal Crossing: New Horizons (2020), cu zeci de jocuri folosindu-l pentru marketing.

## Caracteristici

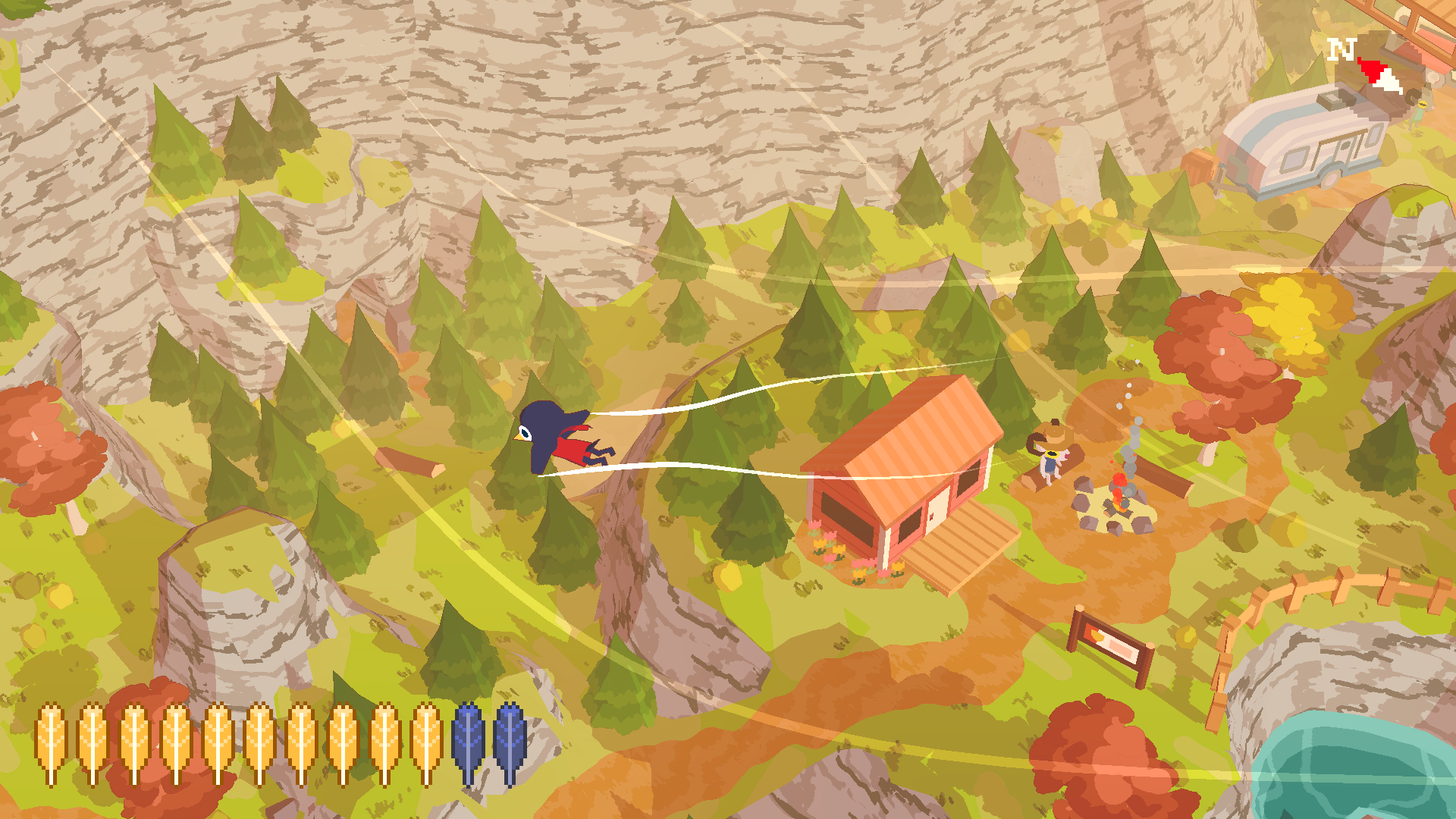
A Short Hike (2019), joc în care explorezi un parc, a fost descris drept un joc confortabil.

Jocurile confortabile au fost descrise de către Colin Campbell de la GamesIndustry.biz drept jocuri video în care jucătorul ia parte în activități precum agricultura, strângerea, creșterea și hrănirea, și, în general, asistă alte personaje prin acte non-violente. Nucleul acestor tipuri de jocuri este exprimarea sinelui, progresul nelimitat și impactul lor asupra sentimentelor jucătorului.
Conform CNN, jocurile confortabile sunt „un gen larg care include multe tipuri de jocuri, de la simulatoare de fermă la jocuri de dezvoltare de orașe, dar toate provoacă un sentiment special care e greu de descris”. În mod similar, Louryn Strampe de la Wired descrie genul ca „menit să invoce sentimente de căldură, confort și pace”. Definiția vagă a condus la dezacorduri și la confuzie printre fanii genului legat de ce se clasifică ca și „confortabil”.
Campbell a observat faptul că jocurile confortabile de obicei includ personaje drăguțe precum animale antropomorfe sau oameni asemănători copiilor. Personajele care nu pot fi jucate care sunt dezagreabile sunt în general adăugate pentru un efect comic. În aceleași timp, Jess Rutland de la Game Developer sugerează că jocurile confortabile folosesc provocări satisfăcătoare, dar nu foarte grele, culori complementare și muzică relaxantă. Campbell a sugerat în 2022 că jocurile confortabile încercau să treacă peste tematica „strânge și crește”, oferind A Short Hike (2019) drept exemplu. Rutland a specificat că jocurile confortabile sunt cel mai accesibil gen pentru persoanele care nu se consideră un „jucător” și sunt mai ușoare pentru dezvoltatorii independenți să le creeze.

## Istoric
Unii dezvoltatori sugerează că stilul a evoluat de la simulatoarele de viață, care originează de la jocuri precum Little Computer People (1985), Harvest Moon (1996) și The Sims (2000). Revista Vice a sugerat în 2018 că: „confortabilitatea poate ... fi unul dintre cele mai semnificative tendințe în designul jocurilor video din ultimii ani”, remarcând hibridul dintre evadare și capacitatea de a atrage jucătorii care nu doresc un joc orientat spre acțiune.
Lansarea jocului lui Nintendo Animal Crossing: New Horizons (2020) în timpul pandemiei de COVID-19 a dus la creșterea în popularitate a jocurilor confortabile; Campbell a observat faptul că o mică parte din jocurile descrise drept confortabile pe Steam au fost lansate înainte de 2020. Alexandre Stroukoff, unul din fondatorii companiei Alblune care a creat jocul The Spirit and the Mouse, a menționat în 2022 că „Oamenii devin deprimați și trebuie să se relaxeze. Acest lucru a existat mereu în jocurile video, dar a fost o idee mai grea de comercializat. Acum recunoaștem că este o parte importantă din experiența jocurilor video.”.

## Influența culturală
Merchandising-ul din jocurile confortabile precum Animal Crossing s-a extins peste a fi vândut pe site-uri dedicate, acum fiind conectat cu branduri precum Puma și Build-a-bear. În 2023, primul set oficial de merchandise The Sims a fost lansat cu un răspuns pozitiv copleșitor, ceea ce a dus la epuizarea aproape tuturor articolelor în mai puțin de o zi. Rutland a remarcat influența esteticii jocurilor confortabile inspirate de jocurile de pe social media. Acestea au inclus dublarea utilizării #CozyDeskSetup în martie 2024. Aceste birouri aveau elemente din jocuri precum lumină calmă, tonuri mute sau în pastel a mobilierului și accesori din francize populare de jocuri confortabile.